# Non svegliate l'amore
Non svegliate l'amore è un album di David Riondino pubblicato nel 1991.

## Tracce

### Lato A
1. Un sogno - 3:26
2. Non svegliate l'amore - 3:37
3. Amica mia - 4:03
4. Dialogo - 1:55
5. Primavera - 2:39

### Lato B
1. Tutto passa in un soffio - 0:57
2. Un infinito vuoto - 0:53
3. Danza - 2:59
4. Vento - 2:40
5. Donna - 1:50
6. Tempo - 3:44
7. Morte - 2:18
8. Vento - 4:01